# Landschaftsschutzgebiet Magergrünlandkomplex südlich Wülfte

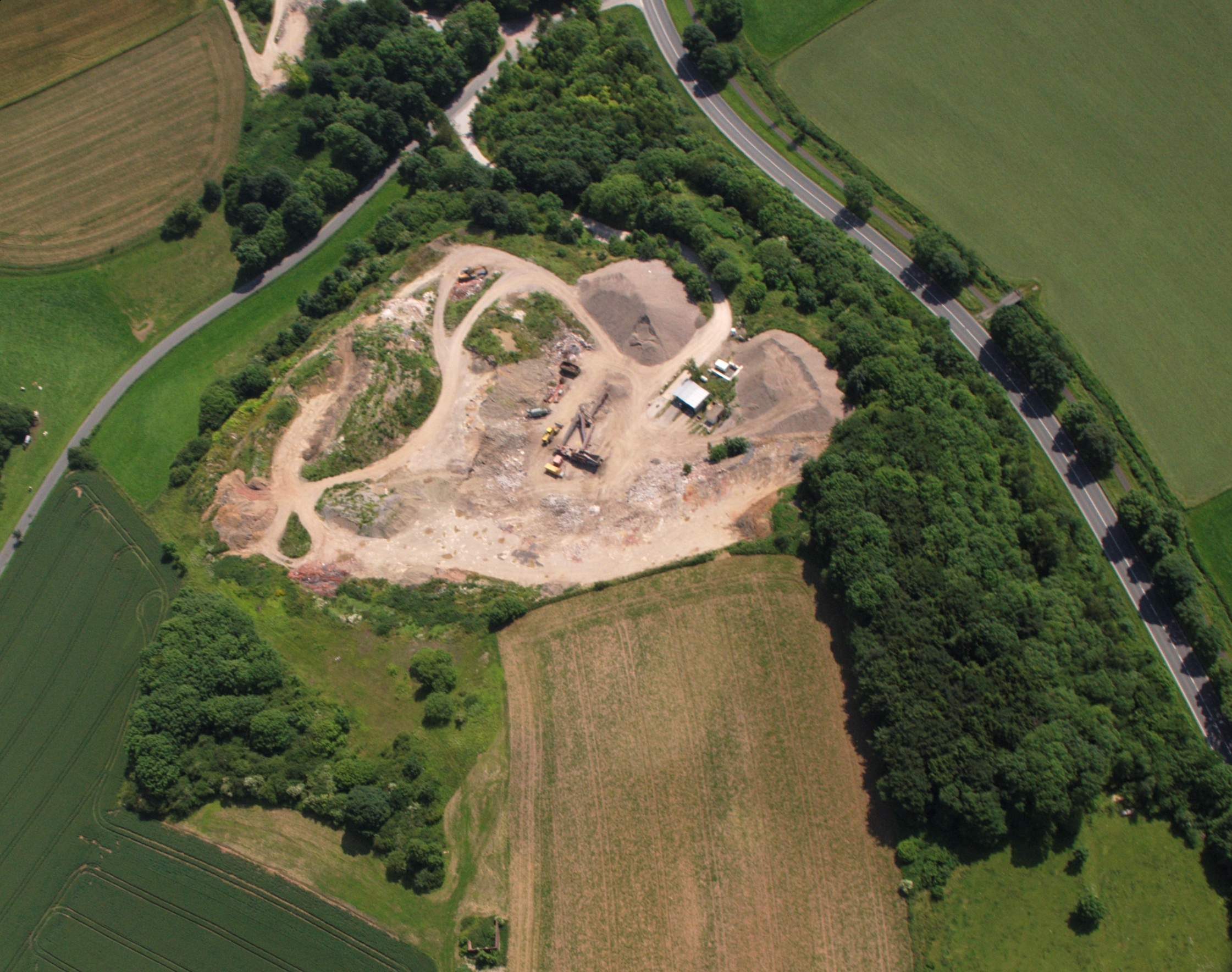
Teile des Landschaftsschutzgebietes links und unterhalb der Deponie

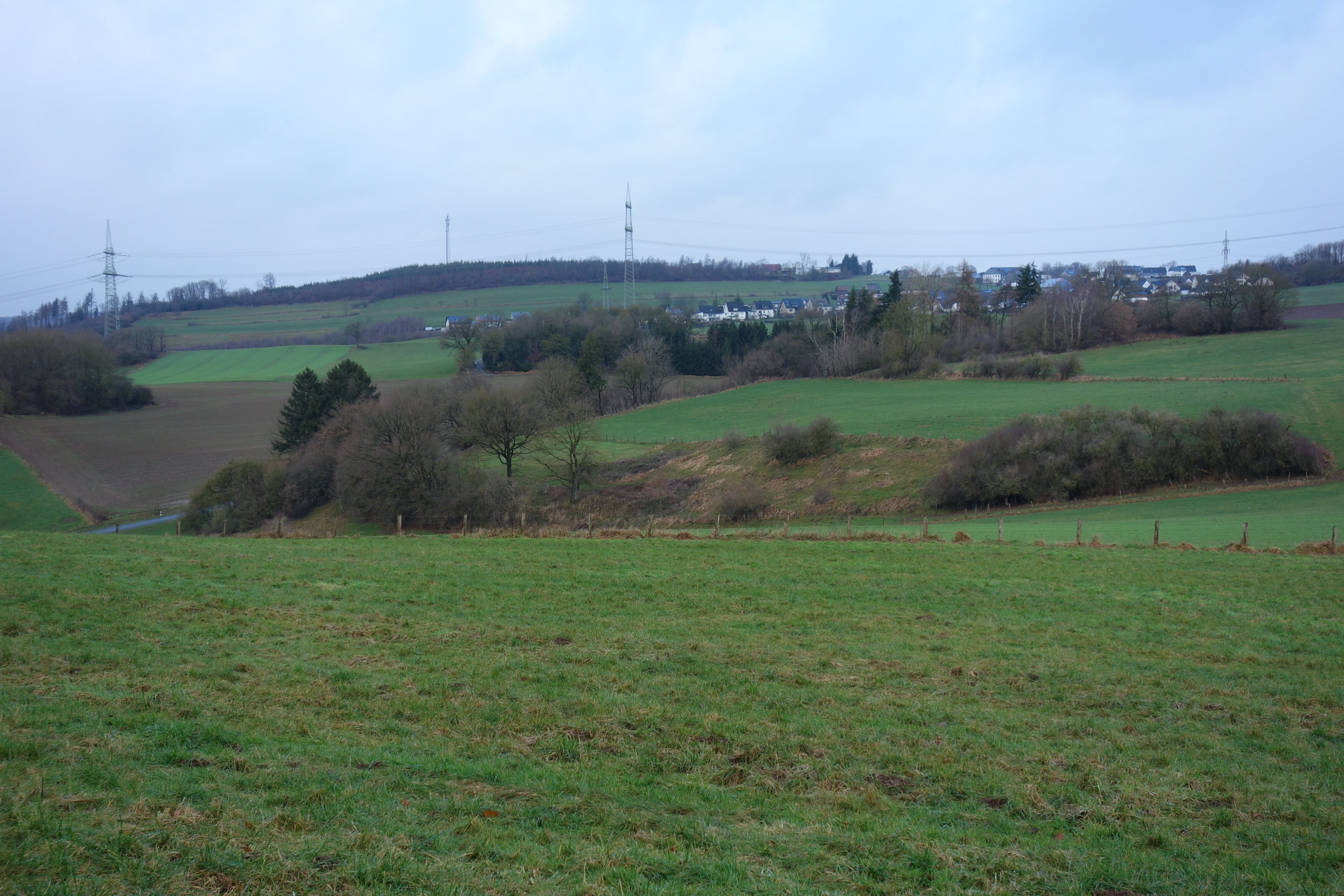
Blick Richtung Wülfte

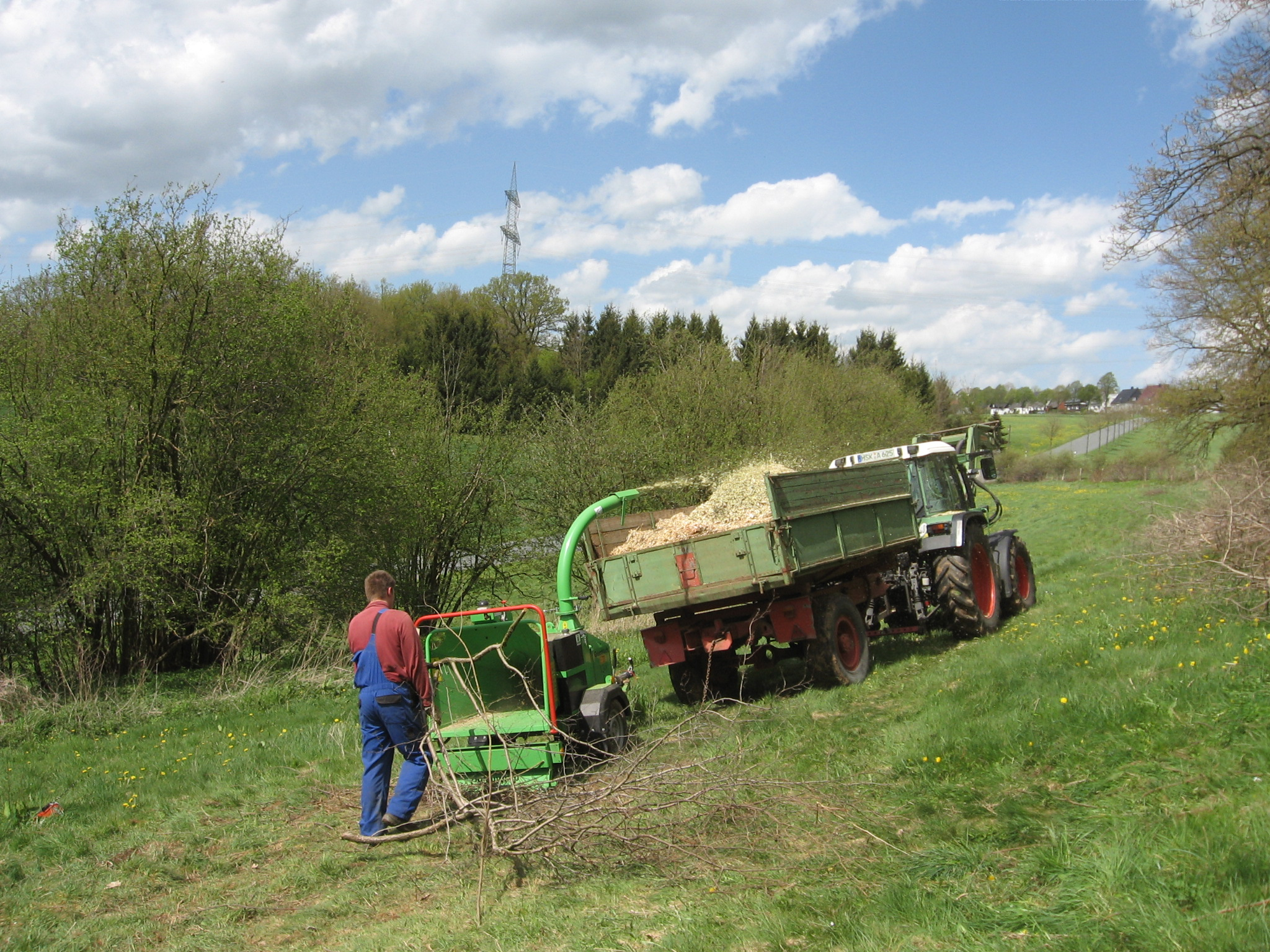
Häckseln im Bereich Lehmkuhle vom Landschaftspflegetrupp der Biologischen Station Hochsauerlandkreis

Das Landschaftsschutzgebiet Magergrünlandkomplex südlich Wülfte mit 70,23 ha Größe umfasst Gebiete südlich bzw. südwestlich von Wülfte im Stadtgebiet von Brilon. Das Gebiet wurde 2008 mit dem Landschaftsplan Briloner Hochfläche durch den Hochsauerlandkreis als Landschaftsschutzgebiet (LSG) ausgewiesen.

## Beschreibung
Im LSG befinden sich vor allem Grünlandflächen mit einigen Ackerflächen. Im Gebiet gibt es zahlreiche Feldgehölze und Hecken. Im nördlichen Bereich gibt es kleinere Silikatfelsen. Im Bereich Lehmkuhle und östlich der nördlichen Deponie befinden sich Bereiche mit artenreichem Magerrasen. Die beiden Magerrasenbereiche sind gesetzlich geschützte Biotope nach § 30 BNatSchG.
Die westliche Grenze des LSG bilden teilweise die Bundesstraße 480, zwei ehemalige Steinbrüche, welche heute als Bauschutt- und Bodendeponie genutzt werden und in deren südlichem Bereich auch das Tierheim Brilon steht, sowie das Naturschutzgebiet Flotsberg. Auch zwei Teilflächen des Landschaftsschutzgebiets Briloner Kalkplateau und Randhöhen befinden sich an der westlichen Grenze. Eine weitere Teilfläche des Landschaftsschutzgebiets Briloner Kalkpateau und Randhöhen befindet sich mitten im LSG Magergrünlandkomplex südlich Wülfte. Mitten im LSG liegen auch zwei Geschützte Landschaftsbestandteile (LB). Dabei handelt es sich um den Geschützten Landschaftsbestandteil Pingen bei Wülfte mit zwei Teilflächen und den Geschützten Landschaftsbestandteil Felskuppe südlich Wülfte. Im Bereich Immenhütte bildet das Landschaftsschutzgebiet Obermöhne- / Almewald und Almer Quellgrund die nördliche Grenze. Im Nordosten reicht das LSG direkt bis ans Dorf Wülfte. Die Ostgrenze stößt sonst ans Landschaftsschutzgebiet Offenlandkomplex um Wülfte / Briloner Hochfläche. In einem kleinen Teilbereich im Südosten grenzt das LSG auch ans Naturschutzgebiet Hermelenstein.

## Schutzzweck
Die Ausweisung erfolgte zur Erhaltung, Ergänzung und Optimierung eines Grünlandbiotop-Verbundsystems, insbesondere mit den Naturschutzgebiets-Ausweisungen im Grünland. Dadurch sollen Tiere und Pflanzen Wanderungs- und Ausbreitungsmöglichkeiten behalten. Wie die anderen Landschaftsschutzgebiete vom Typ C dient auch diese Ausweisung als Pufferzone für angrenzende Naturschutzgebiete.

## Auflagen
Das Landschaftsschutzgebiet Magergrünlandkomplex südlich Wülfte wurde als Landschaftsschutzgebiet vom Typ C, Wiesentäler und bedeutsames Extensivgrünland, ausgewiesen. In den Landschaftsschutzgebieten vom Typ C des Landschaftsplangebietes sind Erstaufforstungen und auch die Neuanlage von Weihnachtsbaumkulturen, Schmuckreisig- und Baumschulkulturen verboten. Ferner besteht ein Umwandlungsverbot von Grünland und Grünlandbrachen in Acker oder andere Nutzungsformen. Eine maximal zweijährige Ackernutzung innerhalb von zwölf Jahren ist erlaubt, falls damit die Erneuerung der Grasnarbe vorbereitet wird. Dies gilt als erweiterter Pflegeumbruch. Dabei muss ein Mindestabstand von 5 m vom Mittelwasserbett eingehalten werden. Für den Anbau von nachwachsenden Rohstoffen ist eine Befreiung vom Verbot des Grünlandumbruchs im Rahmen einer Einzelfallprüfung möglich.